# Astra 2B
O Astra 2B foi um satélite de comunicação geoestacionário europeu construído pela Astrium que esteve localizado na posição orbital de 19,5 graus de longitude leste e é operado pela SES Astra, divisão da SES. O satélite foi baseado na plataforma Eurostar-2000+ e sua expectativa de vida útil era de 15 anos. O satélite saiu de serviço em junho de 2021 e foi enviado para a órbita cemitério.

## História
O Astra 2B foi encomendado à Astrium pelo operador europeu com sede em Luxemburgo, a Société Européenne de Satélites (SES), para complementar a sua grande frota de satélites que fornecem serviços de transmissão de TV direta-to-home (DTH), rádio e multimídia. Lançado em setembro de 2000, o Astra 2B está localizado em órbita geoestacionária em 31,3 graus de longitude leste, oferecendo transmissão de TV direct-to-home em banda Ku a Europa.

## Lançamento
O satélite foi lançado com sucesso ao espaço no dia 14 de setembro de 2000, às 22:54 UTC, por meio de um veículo Ariane-5G, que foi lançado a partir do Centro Espacial de Kourou na Guiana Francesa, juntamente com o satélite GE-7. Ele tinha uma massa de lançamento de 3.315 kg.
O lançamento do satélite foi adiado por problemas vividos pelos fabricantes com painéis solares defeituosos e vazamento dos propulsores.

## Capacidade e cobertura
O Astra 2B era equipado com 30 transponders em banda Ku para fornecer serviços de direct-to-home, radiodifusão e multimídia à Europa.